# Montana State University System
Das Montana State University System ist seit dem 1. Juli 1994 ein Verbund staatlicher Universitäten im US-Bundesstaat Montana. Dem Verbund gehören an:
- Montana State University (Hauptcampus)
- Montana State University – Billings
- Montana State University – Northern
- Montana State University – Great Falls College of Technology